# Artur Stölzel

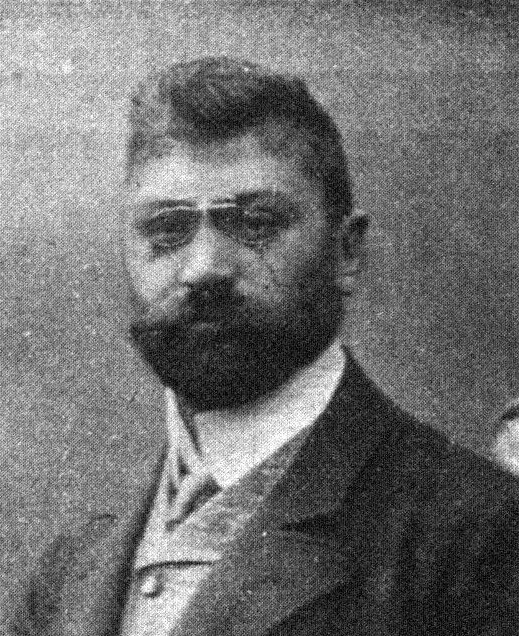
Artur Stölzel

Artur Friedrich Stölzel (auch Arthur; * 1. Jänner 1868 in Wien; † 19. März 1933 in Maxglan bei Salzburg) war ein österreichischer Jurist und deutschnationaler Politiker. Er war von 1907 bis 1918 Abgeordneter zum Reichsrat, 1909 bis 1918 Landeshauptmann-Stellvertreter des Landes Salzburg und 1918/19 Mitglied der Provisorischen Nationalversammlung für Deutschösterreich.

## Leben und Wirken
Stölzel wurde unehelich geboren und war evangelischer Konfession (A.B.). Er besuchte bis 1886 das Staatsgymnasium in Salzburg und studierte im Anschluss bis 1890 Rechtswissenschaften an der Universität Wien, wo er 1887 Mitglied der Wiener akademischen Burschenschaft Olympia wurde. 1893 wurde er zum Dr. jur. promoviert. Nach seinem Studium arbeitete er als Rechtspraktikant und Auskultant in Wien und Salzburg, 1894 für einige Monate als Konzipist bei der Finanzprokuratur Salzburg und ab 1897 als Rechtsanwaltskonzipient bei Julius Sylvester. Ab 1900 praktizierte Stölzel selbst als Hof- und Gerichtsadvokat in Salzburg.
Ab 1894 war er Mitglied des Gemeindeausschusses und von 1897 bis 1900 Bürgermeister von Maxglan, damals noch eine selbstständige Gemeinde westlich von Salzburg. Von 1902 bis 1919 war er Abgeordneter des Salzburger Landtages (9. und 10. Wahlperiode sowie provisorische Salzburger Landesversammlung) und Mitglied des Landesausschusses sowie von 1909 bis 1918 Stellvertreter des Landeshauptmanns von Salzburg. 
Von 1907 bis 1918 war er Abgeordneter zum Reichsrat (XI. und XII. Legislaturperiode) für den Wahlbezirk Salzburg 2, der einen Teil der Stadt Salzburg sowie deren Vororte (Maxglan, Gnigl, Morzg u. a.) umfasste. Im Parlament gehörte er dem Deutschen Nationalverband an, war ab 1912 Mitglied des Klubvorstands und ab 1913 Obmann-Stellvertreter. Vom 21. Oktober 1918 bis zum 16. Februar 1919 war er für die von Julius Sylvester gegründete Deutschnationale Partei (im Verband der deutschnationalen Parteien) Mitglied der Provisorischen Nationalversammlung.
Von 1902 bis 1904 war er Präsident des Salzburger Hochschulvereins, von 1908 bis 1920 Mitglied des Gewerbeförderungsrates des Handelsministeriums und bis 1921 Präsident des Kuratoriums des Salzburger Gewerbeförderungsinstituts. Von 1923 bis 1933 war er Kuratoriumsvorsitzender der Salzburger Landeshypotheken-Anstalt.
Am Ersten Weltkrieg nahm er freiwillig teil, zuletzt als Landsturm-Hauptmann-Auditor beim K.u.k. Salzburgisch-Oberösterreichisches Infanterie-Regiment „Erzherzog Rainer“ Nr. 59 und beim Feldkanonenregiment Nr. 8/41.

## Ehrungen
- Signum Laudis am Bande der Tapferkeitsmedaille mit Schwertern
- Leopold-Orden (Ritterkreuz)
- Franz-Joseph-Orden (Offizierskreuz)
- Ehrenbürger von Maxglan und Morzg